# Pomnik Karola Alberta w Turynie
Pomnik Karola Alberta w Turynie – pomnik konny zlokalizowany w centrum Turynu (Włochy), w zachodniej części Piazza Carlo Alberto, przy zachodniej elewacji Museo nazionale del Risorgimento italiano (Palazzo Carignano).
Pomnik o łącznej wadze 450 kilogramów został wykonany w latach 1856-1860 przez Carla Marochettiego. Upamiętnia Karola Alberta (1798-1849), króla Sardynii wywodzącego się z dynastii sabaudzkiej. W 1861 (lub 1862) umieszczono go na placu o tej samej nazwie, gdzie stoi do dziś. 
U podstawy posągu znajdują się cztery alegoryczne rzeźby postaci kobiecych oraz czterech żołnierzy.
Granit podstawy pomnika pochodzi ze Szkocji, natomiast brązy odlano w Londynie. Części te przybyły statkiem do Savony, a następnie przetransportowano je do Turynu konwojem ciągniętym przez dziesiątki wołów, wzdłuż starożytnej Via del Sale.
W związku z budową stacji turyńskiego metra pomnik zostanie w 2024 przemieszczony o 370 metrów na specjalnie przygotowanym wózku.